# Макгиннис, Джордж
Джордж Ф. Макгиннис (англ. George F. McGinnis; 12 августа 1950, Harpersville, Алабама — 14 декабря 2023, Индианаполис) — американский профессиональный баскетболист, выступавший в АБА и НБА. Двукратный чемпион АБА в составе клуба «Индиана Пэйсерс», а также один из тридцати лучших игроков АБА. Член Зала славы баскетбола с 2017 года.

## Биография
Учась на втором курсе Индианского университета Макгиннис был лидером среди второкурсников по набранным очкам и подборам. В 1971 году он был выбран на драфте АБА командой «Индиана Пэйсерс».
Джордж Макгиннис был одним из звёздных игроков АБА, который затем вместе с Джулиусом Ирвингом, играя за «Филадельфию-76» вышли в финал НБА 1977 года. В 1978 году Джородж был обменян в «Денвер Наггетс». Два года спустя он вернулся в «Пэйсерс», в результате обмена на Алекса Инглиша. Тем не менее, Макгиннис был лишь тенью самого себя прежнего, и он внёс не значительный вклад в течение двух лет после возвращения. А Алекс Инглиш впоследствии стал одним из величайших бомбардиров в истории НБА. Эта сделка и по сей день считается одной из худших (если не самой худшей) сделок в истории «Индианы Пэйсерс», а также одной из самых неравноценных сделок в истории НБА.
Макгиннис является одним из четырёх игроков (остальные Роджер Браун, Реджи Миллер и Мел Дэниелс), чьи игровые номера (его номер 30) были выведены из обращения «Индианой Пэйсерс».
Джордж Макгиннис является одним из немногих MVP АБА, которые не были удостоены чести быть избранными в Зал славы баскетбола в Спрингфилде (Массачусетс), другие бывшие игроки АБА уже избраны: Конни Хокинс (1992), Дэн Иссл (1993), Дэвид Томпсон (1996) и Артис Гилмор (2011).

## Статистика

### Статистика в НБА
| Сезон                                                                                    | Команда     | Регулярный сезон | Регулярный сезон | Регулярный сезон | Регулярный сезон | Регулярный сезон | Регулярный сезон | Регулярный сезон | Регулярный сезон | Регулярный сезон | Регулярный сезон | Регулярный сезон | Серия плей-офф | Серия плей-офф | Серия плей-офф | Серия плей-офф | Серия плей-офф | Серия плей-офф | Серия плей-офф | Серия плей-офф | Серия плей-офф | Серия плей-офф | Серия плей-офф |
| Сезон                                                                                    | Команда     | GP               | GS               | MPG              | FG%              | 3P%              | FT%              | RPG              | APG              | SPG              | BPG              | PPG              | GP             | GS             | MPG            | FG%            | 3P%            | FT%            | RPG            | APG            | SPG            | BPG            | PPG            |
| ---------------------------------------------------------------------------------------- | ----------- | ---------------- | ---------------- | ---------------- | ---------------- | ---------------- | ---------------- | ---------------- | ---------------- | ---------------- | ---------------- | ---------------- | -------------- | -------------- | -------------- | -------------- | -------------- | -------------- | -------------- | -------------- | -------------- | -------------- | -------------- |
| 1975/76                                                                                  | Филадельфия | 77               |                  | 38,3             | 41,7             |                  | 74,0             | 12,6             | 4,7              | 2,6              | 0,5              | 23,0             | 3              |                | 40,0           | 47,5           |                | 61,1           | 13,7           | 4,0            | 0,3            | 1,3            | 23,0           |
| 1976/77                                                                                  | Филадельфия | 79               |                  | 35,1             | 45,8             |                  | 68,1             | 11,5             | 3,8              | 2,1              | 0,5              | 21,4             | 19             |                | 31,7           | 37,4           |                | 57,0           | 10,4           | 3,6            | 1,2            | 0,3            | 14,2           |
| 1977/78                                                                                  | Филадельфия | 78               |                  | 32,5             | 46,3             |                  | 71,6             | 10,4             | 3,8              | 1,8              | 0,3              | 20,3             | 10             |                | 27,3           | 42,4           |                | 83,7           | 7,8            | 3,0            | 1,5            | 0,1            | 14,7           |
| 1978/79                                                                                  | Денвер      | 76               |                  | 33,6             | 47,4             |                  | 66,5             | 11,4             | 3,7              | 1,7              | 0,7              | 22,6             | Не участвовал  | Не участвовал  | Не участвовал  | Не участвовал  | Не участвовал  | Не участвовал  | Не участвовал  | Не участвовал  | Не участвовал  | Не участвовал  | Не участвовал  |
| 1979/80                                                                                  | Денвер      | 45               |                  | 31,6             | 45,9             | 14,3             | 54,1             | 10,3             | 4,9              | 1,5              | 0,4              | 15,6             | Не участвовал  | Не участвовал  | Не участвовал  | Не участвовал  | Не участвовал  | Не участвовал  | Не участвовал  | Не участвовал  | Не участвовал  | Не участвовал  | Не участвовал  |
| 1979/80                                                                                  | Индиана     | 28               |                  | 28,0             | 43,7             | 12,5             | 57,5             | 8,5              | 4,0              | 1,1              | 0,2              | 13,2             | Не участвовал  | Не участвовал  | Не участвовал  | Не участвовал  | Не участвовал  | Не участвовал  | Не участвовал  | Не участвовал  | Не участвовал  | Не участвовал  | Не участвовал  |
| 1980/81                                                                                  | Индиана     | 69               |                  | 26,7             | 45,3             | 0,0              | 53,8             | 7,7              | 3,0              | 1,4              | 0,4              | 13,1             | 2              |                | 19,5           | 20,0           | -              | 50,0           | 5,0            | 3,5            | 1,0            | 0,0            | 5,0            |
| 1981/82                                                                                  | Индиана     | 76               | 4                | 17,6             | 37,3             | 0,0              | 45,3             | 5,2              | 2,7              | 1,3              | 0,4              | 4,7              | Не участвовал  | Не участвовал  | Не участвовал  | Не участвовал  | Не участвовал  | Не участвовал  | Не участвовал  | Не участвовал  | Не участвовал  | Не участвовал  | Не участвовал  |
|                                                                                          | Всего       | 528              | 4                | 30,7             | 44,8             | 8,0              | 65,1             | 9,8              | 3,8              | 1,7              | 0,4              | 17,2             | 34             |                | 30,4           | 39,5           | -              | 64,0           | 9,6            | 3,5            | 1,2            | 0,3            | 14,6           |
| Наведите курсор мыши на аббревиатуры в заголовке таблицы, чтобы прочесть их расшифровку. |             |                  |                  |                  |                  |                  |                  |                  |                  |                  |                  |                  |                |                |                |                |                |                |                |                |                |                |                |